# ベムスター
ベムスターは、特撮テレビドラマ『帰ってきたウルトラマン』をはじめとする「ウルトラシリーズ」および『レッドマン』に登場する架空の怪獣。別名は宇宙大怪獣。

## 『帰ってきたウルトラマン』に登場するベムスター
『帰ってきたウルトラマン』（以下、『帰マン』）第18話「ウルトラセブン参上！」に登場。
西暦1054年のかに星雲の爆発により誕生した宇宙生物。水素・ヘリウム・窒素などのガスを主なエネルギー源としているため、地球上ではガスタンクを襲撃する。武器は巨大な両手の鉤爪と、頭頂部の角から放つ破壊光線。身体の腹部に存在する五角形の“口”であらゆるエネルギーを吸収できるほか、作中描写によれば顔の嘴でレーザー光線を吸収できる模様。
腹部の口でMATステーションを飲み込んだ後、地球に襲来する。迎撃に出たMATの攻撃を意に介さず、上野・南・岸田の隊員3名を負傷させて撤退に追い込んだ後、ウルトラマンジャックのスペシウム光線すら吸収して宇宙への撤退に追い込むが、最後はウルトラセブンからジャックに授けられた新兵器「ウルトラブレスレット」のウルトラスパークで頭部と両腕を切断されて絶命する。
- スーツアクター：遠矢孝信（ノンクレジット）[8][6]
- デザインは熊谷健[出典 5]。鳥をモチーフに、シルエットが同心円状の五角形になるようにデザインされた[出典 6]。体躯の前面を構成している放射状の羽のようなディテールは、造形では大腿部の両サイドのみとなっている[10]。初稿のデザインには黒目がなく、腹部の口は円形に描かれていた[出典 7]。決定稿はNG稿に変更部分を貼り込む形で行われている[10]。
- 『帰マン』初の宇宙怪獣である。小学館の『ウルトラ怪獣全百科』など、本放送当時に発売されていた文献には身長が80メートルという設定も散見されるが[要文献特定詳細情報]、それでは40メートルという設定のジャックと整合性が取れないため、後年には46メートルに統一された。後述の『ウルトラマンタロウ』登場時の設定は前者を踏襲したものであり、後年の『ウルトラ怪獣擬人化計画』の改造ベムスターさんについて原典を紹介する際にも「80メートル」と紹介されている[14]。
- 内山まもるによる漫画版『帰マン』のベムスター（以下、初代）登場エピソードはこの回の続編的な内容となっており、初代の別個体（加藤隊長は初代の兄弟ではないかと推測している）が登場する。こちらの個体は読心能力を持っており、それを用いてジャックの攻撃を先読みし、身体を高速回転させることでウルトラスパークを叩き落とすが、連続攻撃には追いつけず翻弄されて地中へ潜られ、背後を取られて振り向いた瞬間に八つ裂き光輪で身体を貫かれ、爆死する。
- 角から放つ光線は、『大怪獣バトル ULTRA MONSTERS』では「ベムスタービーム」と表記されている。

### 再生ベムスター
『帰マン』第37話「ウルトラマン夕陽に死す」に登場。
ナックル星人がウルトラマンジャックの能力を計るため、シーゴラスとともに再生させる。宇宙電波研究所にも写真が飾られている。身長や体重は再生前と同一であり、容姿や能力にもまったく変化が見られない。ジャックと戦うが、前回同様にウルトラスパークで頭と両翼を切断されて倒される。
- 映像は第18話の流用。
- オープニングのテロップには記載されていない。名称は関連書籍によるもので[18]、書籍によってはベムスター（再生）とも表記されている[出典 9]。

## 『ウルトラマンタロウ』に登場するベムスター
『ウルトラマンタロウ』第29話「ベムスター復活！ タロウ絶体絶命！」、第30話「逆襲！ 怪獣軍団」に登場。
かつてウルトラマンジャックに倒されたベムスターが、巨大ヤプール（改造）によって強化・改造されて復活した。武器は両目から発射する破壊光線や腹の口から出す五角形の破壊光線（殺人光線）、腹部の口から噴射するガス（毒ガス）など多数。頭の角は初代よりも長く鋭い。初代と異なり光線は発射できないが、角を使った突進攻撃などを得意とする。体重は初代と同じであるが、身体能力や全身の皮膚は格段にパワーアップされており、ZATによるウルトラブレスレットと同威力のノコギリ攻撃も通用せず、逆にノコギリが破壊された。眼は初代と異なり白目の部分が赤く、瞳は黄色。また、腹部の口も初代と異なり、常に開いた状態である。
黄色い球に乗って出現し、月の軌道を周回していたZATステーションNo.1を腹部の口で飲み込んだ後、地球へ飛来する。圧倒的な力でタロウを撃退した後、改造巨大ヤプールの命令で一時撤退する。再び出現しての食事中、青年の海野八郎からナイフで左目を攻撃され、戦意を喪失して悶え苦しんでいたところ、援護に来たサボテンダー（改造）に突き飛ばされる。その直後、タロウのスワローキックを受けて吹き飛んできたサボテンダー（改造）に再び突き飛ばされたところを、海野から右目を攻撃されて完全に戦闘不能となり、最後はZATが腹部の口を逆利用して打ち込んだ2種の「エネルギーA・B爆弾」の反応爆発で倒される。
そのほか、第25話ではエンペラ星人が3万年前に光の国を襲撃した際に引き連れていた怪獣軍団のイラストの中に描かれている。
- 劇中では単に「ベムスター」と呼ばれる。関連書籍では、名称を改造ベムスター[出典 14]やベムスター（改造）[出典 15]と記載している。
- 肩書きが「宇宙大怪獣」から「宇宙怪獣」になっているが、資料によっては「宇宙大怪獣」と記載されている[出典 16]。
- スーツはアトラクション用のもの[31]。前述の特徴に加え、初代よりも細長い体型になっている[31]。スーツのほかにギニョールと実物大の頭部の一部（目の部分と口内）[34]、飛行用人形、吸引シーン用の腹のパーツが造られた[35]。
- 本放送当時の児童雑誌に掲載された設定によれば怪獣軍団に所属しており、「頭が悪かったので、ヤプールにあやつってもらい、タロウとたたかうようにかい造した」「かたちは、まえより少しかっこ悪い」と紹介されている。頭部の角はヤプールの命令を受けるために変更され、視界は狭くなった。弱点は腹部[36]。
- ZATの作戦会議の場面では『帰マン』第18話の映像が流用されており、地球上の場面だけでなく、セブンがジャックにブレスレットを渡す場面も登場する。また、出身地が「かに座」と説明されている。
- 口に潜入した海野の投げ入れたダイナマイトを吐き出したため、口ではなく腹の口からエネルギーを摂取することが明らかになっている。
- エネルギーA・B爆弾による爆死シーンは、最終話のバルキー星人が最期を迎えるシーンに流用された（その際、一瞬だけこのベムスターが映っている）。
- 『全怪獣怪人』では、ヤプールに協力するエンペラ星人が蘇らせたとされている[28]。
- 毒ガスは、『ウルトラ怪獣攻げき技大図鑑』で「スモークストーム」と名付けられた。

## 『ウルトラマンメビウス』に登場するベムスター
特撮テレビ番組『ウルトラマンメビウス』第18話「ウルトラマンの重圧」に登場。
過去にも地球に現れ、ウルトラマンジャックやウルトラマンタロウを苦しめたベムスターの同族。ドキュメントMATとZATに記録が残っている。能力的にも過去の個体と大差はなく、角（レイホーン）から放つ破壊光線と、そして腹部の広範囲に広がる口でヘリウムや窒素を捕食し、電波を吸収する能力も健在である。今回は小声で「キュー」と鳴く、リュウに「よく見ればかわいい顔」と言われる、塞がれた腹部の口を叩いて異変に小首を傾げるなど、ユーモラスな部分も描かれている。
ザムシャーが破壊したオオシマ彗星のB群から放出されるダストテイルや、GUYSの無人宇宙ステーション・0-4（ゼロ・フォー）を餌に、レーダー波を吸収してステルス状態となって地球へ飛来する。出動したGUYSの攻撃をものともせず、腹部の口でガンローダーを操縦席のマリナごと飲み込もうとし、それを救出したメビウスのメビュームシュートを吸収したうえ、メビウスの拳までも咥え込んで優位に立つ。しかし、「背中ががら空き」という今まで誰も気づかなかった弱点をテッペイに見抜かれてGUYSの反撃を受け、両爪を破壊される。そして、フォーメーション・ヤマトに気を取られた隙に腹部の口へ直撃した高分子プラスター爆弾から散布された硬化接着剤で腹部の口を塞がれかけるが、それすら吸収する。しかし、最後はウルトラマンヒカリが託したナイトブレスによってパワーアップしたメビウスブレイブのメビュームナイトブレード・ブレードオーバーロードで身体を切断され、倒される。
第27話ではGUYSの新マケット怪獣候補を選抜する際に専守防衛に適した戦力として高評価を受けるが、第18話での経験がトラウマとなっていたマリナから猛反対を受け、却下される。
- スーツアクター：横尾和則
- 腹部の口は「吸引アトラクタースパウト」と名付けられ[39]、以降の作品でもこの名称が使用されている[40][41]。
- 第18話監督の佐野智樹はベムスターに思い入れがあり、本作品でも旧作のような宇宙ステーションを飲み込むシーンを希望していたが、ミニチュアの用意などが難しいことから断念され、代わりにガンローダーを飲み込むシーンが用意された[42]。飲み込まれた操縦席からの描写も当初は難色を示されたが、佐野が上層部を説得して実現した[43]。
- 第18話特技監督の北浦嗣巳はベムスターの見た目をかわいいと感じ、脚本にはない接着剤で固められた自分の腹をつつくシーンなど、コミカルな描写を入れている[44]。

### 『ウルトラマンメビウス外伝 ヒカリサーガ』に登場するベムスター
インターネットテレビ『ウルトラマンメビウス外伝 ヒカリサーガ』SAGA2「勇者の試練」に登場。
第18話で地球へ飛来したベムスターの別個体。光の国へ帰還する途中だったウルトラマンヒカリに遭遇し、近くの星で交戦を開始する。ナイトブレスを持たないヒカリを相手に善戦するが、途中でゾフィーが現れたために形勢は逆転する。最後はヒカリの新たな光線技ホットロードシュートを腹に受け、吸収できないまま絶命して爆発する。
この直後に地球へ向かった2体目の個体が、第18話でメビウスと戦うことになる。

## 『ウルトラギャラクシー大怪獣バトル』に登場するベムスター
特撮テレビ番組『ウルトラギャラクシー大怪獣バトル』第4話「ベムスター参上!」に登場。
惑星ボリスの資源輸送基地を襲い、エネルギーを吸い尽くして壊滅させたうえ、飛来したスペースペンドラゴンのエネルギーも狙って現れる。これまでの作品の個体と同じく頭部の角から光弾（ベムスタービーム）を放ち、腹部の吸引アトラクター・スパウトからペンドラゴンのワイバーンミサイルやリトラ（S）の火球を吸収する。突進を軽くかわす素早い動きと尻尾攻撃を片手で弾くパワーでゴモラを圧倒するが、オキにエネルギーを吸収した直後のわずかな隙を見破られ、助言を受けたレイの指示で仕掛けられたファイヤーリトラのファイヤーストライクを腹部の口で吸収したところを、懐に飛び込んだゴモラの零距離超振動波（ゼロシュート）によって倒される。
- スーツアクター：西村郎
- オープニングではアーストロンと対決している。

## 『ウルトラギャラクシー大怪獣バトル NEVER ENDING ODYSSEY』に登場するベムスター
特撮テレビ番組『ウルトラギャラクシー大怪獣バトル NEVER ENDING ODYSSEY』第2話「レイオニクスバトル」に登場。
スペースペンドラゴンを改造中のペダン星人の無人ドックを襲うが、改造が完了したペンドラゴンの一斉射撃でダメージを受けて逃走し、巣である小惑星に逃げ込んだところにペダニウムランチャーを受け、小惑星ごと粉砕される。
- オープニングではガルベロスと対決している。

## 『大怪獣バトル ウルトラ銀河伝説 THE MOVIE』に登場するベムスター
映画『大怪獣バトル ウルトラ銀河伝説 THE MOVIE』に登場。
シャプレー星人（RB）に指揮され、ドラコ、サラマンドラと共に、光の国に辿り着いたミライとレイを襲撃するが、ダンの呼び出した三大カプセル怪獣（ウインダム、ミクラス、アギラ）と対決する。主にミクラスと激突するが、その怪力に圧倒されてドロップキックの一撃を食らい、氷壁に叩きつけられて絶命する。
回想シーンではウルトラマンベリアルに「ベリアルの乱」で率いられ、空中から光の国を襲撃しているシーンがある。また、百体怪獣ベリュドラの顔面にベムスターが配置されており、劇中でベリュドラの顔面がアップになった際には鳴き声を発する。
- 着ぐるみは既存のものの流用だが、優しい顔つきだった頭に若干の改修を加えている[57]。

## 『ウルトラゾーン』に登場するベムスター
『ウルトラゾーン』第1話のコントパート「怪しいものじゃないです」に登場。
閑静な住宅街に立つ瀟洒（）なマンションを訪れ、無料で不要なエネルギーの吸収を申し出る。
また、第4話のアイキャッチでは、常香炉の煙を腹部で吸収している様子が描かれている。
- 声：山崎樹範

## 『ウルトラゼロファイト』に登場するベムスター
『ウルトラマン列伝』内のアクションドラマ『ウルトラゼロファイト』第1部「新たなる力」に登場。
バット星人グラシエがウルトラマンゼロを倒すために怪獣墓場から蘇らせた選りすぐりの強豪怪獣たちである地獄の四獣士の1体で、悪食のベムスターの二つ名を持つ。
ガンQとは何らかの力でつながっており、自らが光線を吸収してガンQに吐き出させる戦法を取り、グラシエにはベムQコンビと呼ばれる。しかし、その戦法を利用したルナミラクルゼロのパーティクルナミラクルで体内に侵入され、ガンQ共々体内から爆破されて倒される。
その後、他の四獣士共々グラシエに魂を取り込まれるが、最終的にルナミラクルゼロによってグラシエの体内から抜け出し、昇天する。その際、別れで手を振るような動作を見せる。

## 『ウルトラマンギンガS』に登場するベムスター（SD）
『ウルトラマンギンガS』第9話「取り戻す命」に登場。
ガッツ星人ボルスト（SD）がモンスライブし、雫が丘の街に出現する。そのまま破壊行動に移ろうとしたところへ現れたウルトラマンビクトリーにビルの一部を投げつけたり身軽な動きを見せるなど、互角の戦いを展開する。そして、ボルストが分身ライブしたベムラー（SD）とのタッグでビクトリーを追い詰めるも、そこにウルトラマンギンガが出現する。自身も応戦してギンガクロスシュートを吸引能力で無効化するなどの奮闘を見せるが、ギンガの機転でベムラー（SD）の金縛り光線を受け、動けなくなってしまったところをビクトリーのEXレッドキングナックルで空高く放り出され、敗北する。
- スーツアクター：横尾和則
- 映画『ウルトラマンギンガ 劇場スペシャル』では、スパークドールズとしてのみ登場。イカルス星人（SD）と合体し、タイラント（SDU）の一部となる。

## 『ウルトラマンX』に登場するベムスター
『ウルトラマンX』第4話「オール・フォー・ワン」に登場。
最初はザラブ星人が持つスパークドールズとして登場。ザラブ星人が破壊した化学工場から発生した有毒ガスを吸収して実体化し、ランドマスケッティの攻撃を受けるも暴れ続け、現れたウルトラマンエックスと交戦する。本作品での吸引能力は、腹部の口吸引アトラクター・スパウトの周囲にある力場形成器官で空間を曲げ、あらゆるものを吸い込むと設定されており、交戦中のエックスをも頭から吸い込んでしまう。腹部の中には消化液で満たされた灼熱の空間が広がっており、消化を防ごうとするエックスに膨大なエネルギーを消費させて苦しめる。その後、月面で眠っていたところをスペースマスケッティに接近されて目を覚まし、腹部にスペースマスケッティの放ったサイバーテレスドンの溶岩熱線を受け、消化液との化学反応を起こされたことでエックスを吐き出してしまう。再び交戦するが、アタッカーXでダメージを受け、最後はザナディウム光線で再びスパークドールズへ戻された。
- スーツアクター：横尾和則
- 第4話の脚本を担当した黒沢久子は、本作品の執筆前に大伴昌司の遺品のボールペンを譲り受けたこともあり、大伴による怪獣図鑑での設定を活かしてベムスターがすごい怪獣であることを見せる話にしたと述べている[68]。

### サイバーベムスター
Xioがベムスターのスパークドールズを解析して生み出したサイバー怪獣。第7話ではサイバーカードのデータがウルトラマンエックスに転送され、ベムスターアーマーとなった。劇場版ではルイによってサイバーカードが使用され、スペースマスケッティでベムスタールイルイシールドを展開し、ゴーグアントラーの放った光線を防いだ。
- 初期案ではサイバーゴモラと同様にスーツを制作することも検討されていた[69]。そのため、メイン監督の田口清隆の意向によりスマートなデザインとなっている[70]。

## クグツベムスター
『ウルトラマンオーブ THE ORIGIN SAGA』episode 2「きらぼし 〜煌星〜」、episode 3「こだま 〜谺〜」、episode 9「ことわり 〜理〜」に登場。 
クグツの毒によって狂暴化し、意志を奪われたベムスター。他のクグツ怪獣と同様、目や左肩などが赤く浸食されており、複眼状の目になっている。惑星ルーリンにてガイとジャグラーに襲いかかり、戦い慣れていないオーブに光線吸収能力で勝利して宇宙へ逃走した後、小惑星帯にて遭遇したスザークを飲み込もうとしたところに駆けつけてきたオーブと再戦する。最後は腹部から体内へ侵入され、そのまま背中を突き破られて倒される。
episode 9では地球へ向かうスザークにサイキが遣わした護衛として、別個体がクグツバードンと共に登場。軌道上でスザークを迎えたオーブと交戦するものの顛末は不明であるが、時系列上で後日譚に当たるテレビシリーズ第10話ではジャグラーがベムスターのカードを隠し持っており、ナックル星人ナグスによる暗殺に遭った際にはカードの効力を用いて倒されたと見せかけ、後に逆襲している。

## 『劇場版 ウルトラマンR/B セレクト! 絆のクリスタル』に登場するベムスター
『劇場版 ウルトラマンR/B セレクト! 絆のクリスタル』に登場。
ウルトラマントレギアによってガンQと共に綾香市へ送り込まれる。吸引アトラクタースパウトで吸い込んだものをエネルギーに変え、次元の歪みによって繋がったガンQの巨眼へ送り込む。
能力に加えてペガッサ星人ペガを人質に取ったことでウルトラマンロッソ、ブル、ジードに対して優位に立つが、ロッソとブルの機転でペガを奪還され、最後は3人の一斉攻撃によってガンQ諸共撃破される。
- スーツアクター：新井宏幸

## 『ウルトラマンZ』に登場するベムスター
『ウルトラマンZ』第19話「最後の勇者」に登場。
2年前、防衛軍の偵察衛星を吸引アトラクター・スパウトで複数飲み込む事件を起こしたことがきっかけで地球に餌があると覚え込み、地球へ降下する。ガスタンクを吸収して市街地を蹂躙し、キングジョーストレイジカスタムやウインダムと交戦するが、戦闘途中に出現した異次元のひび割れからバラバの気配を察知し、恐れをなして逃走する。
- スーツアクター：新井宏幸
- 本編への登場に先駆けてオープニングにも目が赤く発光して暴走した姿で登場しており、飛び上がったところをウルトラマンゼット ガンマフューチャーに瞬間移動で背後を取られ、斬撃で倒される姿が描かれている。
- 第19話の監督を担当した辻本貴則は今回で初めてベムスターに関わっており[81]、ロケは前回に続いて府中駅前にて行なったという[82]。

## 『ウルトラマンアーク』に登場するベムスター
『ウルトラマンアーク』第15話「さまよえる未来」に登場。
「K-DAY」の際、イタリア・ピサの斜塔付近に出現する。頭部の角から連続で発射する強烈な破壊光線が武器。

## 『レッドマン』に登場するベムスター
特撮テレビ番組『レッドマン』に登場。
第35話では、ノコギリン、サータンと共にレッドマンと戦い、倒される。
第39話では、ビーコンと共にレッドマンと戦い、倒される。

## 『ウルトラスーパーファイト』に登場するベムスター
ビデオ『ウルトラスーパーファイト』第2話「ウルトラ悲話エースの初恋」、第4話「ウルトラ悲話エースよ泣くな」、第8話「タロウ怪獣退治に行く!!」に登場。

## 過去の映像を流用しての登場
いずれも映像はそれぞれの初登場作品の流用。
ウルトラマンタロウ
第40話で回想シーンの35大怪獣・宇宙人の1匹として登場。ナレーションでは「悪魔のような宇宙怪獣」と称される。
ウルトラマンZOFFY ウルトラの戦士VS大怪獣軍団
セブンがブレスレットを授けるシーンやベムスターが切断されるシーンはなく、ウルトラマンがブレスレットを投げた次の瞬間に爆発して炎上する。
ウルトラ怪獣伝説
『ウルトラマンタロウ』第29話、第30話の映像を流用。ゼットンの命令で改造サボテンダー、改造ベロクロン二世、改造巨大ヤプールと共にタロウと戦うが、この時はタロウの不思議な眼力で倒される。

## その他

### 漫画
- 『かがやけ ウルトラの星』では、怪獣軍団の一員として登場。バルタン星人に率いられて北海道に出現し、後に他の怪獣と合流してウルトラ兄弟と戦うが、ウルトラマンエースのウルトラサンダーを受けて倒される。
- 『戦え! 宇宙けいび隊』ではタロウに倒されたタイラントの胴体の破片から再生し、同じく他のパーツの破片から再生した怪獣たちと共にタロウを追い詰める。レッドキングやバラバと共に最後まで残るが、タロウのウルトラスーパーダイナマイトで他の2体共々倒される。
- 『ウルトラマン超闘士激伝』では、ウルトラ戦士に味方する闘士五獣士の1体として登場。五獣士で唯一飛行能力を持ち、ウルトラの父扮するミスターサンタと戦う。
- 『ウルトラ忍法帖』では、悪の組織「朧党」の宇宙忍獣「蔑無須多亜」として登場。最後はウルトラマンたちに倒される。
- 『帰ってきたウルトラマン Vol.1 復讐の宇宙戦線』（COMIC'S★ウルトラ大全集）では、MATの加藤隊長と伊吹隊長の交代劇に絡め、ベムスターより凶悪で巨大な個体「ベムスターγ（）」が登場。MATとMATステーションの連合スペースアロー部隊と一大宇宙戦を展開する。
- 後述の『ウルトラ怪獣擬人化計画』の派生漫画『ウルトラ怪獣擬人化計画 ギャラクシー☆デイズ』では、主人公その2として登場[86]。ゴモラの親友だが、ゴモラの寝顔をスマホに撮る、ゴモラがかわいらしい格好などになった時は顔を赤くして鼻血を出すなど、恋愛感情があるような素振りが多く見られ、ゴモラに対しては激甘な態度が多い。長身なクールビューティーかつ真面目な性格で、男勝りな口調、先輩に対しては丁寧口調でしゃべる。その一方、責任を感じて泣き出したりと、泣きやすい一面もある。漸進の羽毛はさわった人をダメにすると言われるほどの心地良さ。原典同様、腹の口（吸引アトラクタースパウト）でも食べることができ、口内炎にもなるらしい。ガスが大好物らしく、硫黄を吸収して「たまらない味わい」と評している。ゴモラからは「ベム」と呼ばれている。よく寝坊するゴモラを肩車することが多く、ゼットンから首が頑丈と感心されている。

### ゲーム
- 『ウルトラマン倶楽部』シリーズ
  - 『ウルトラマン倶楽部2 帰ってきたウルトラマン倶楽部』では、月面に登場。セブンを苦戦させる。
  - 『ウルトラマン倶楽部3 またまた出撃! ウルトラ兄弟』では、ゴルゴダ星の宇宙船の深部に登場。強烈な一撃でタロウを貫き、拘束する。体力は2000。
- 『ヒーロー戦記』では、ヤプールの配下として登場。人間の老人に化けてセブンとタロウを奇襲した後に逃走し、怪獣博物館で飾られていた剥製に化けた巨大怪獣（エレキング、ゴモラ、レッドキング、タッコング）を指揮して町を襲撃した際、「俺たち怪獣を見世物にした人間どもを殺してしまえ」と発言する。なお、本作品ではウルトラマンは人間サイズとして描かれているが、敵の怪獣は40 - 50メートルと原作通りのサイズで表記されている。ベムスターの大きさは不明。
- 『PDウルトラマンバトルコレクション64』では、爪や嘴を使った攻撃を用いるが、破壊光線の発射部分が角ではなく腹部の口になっている。
- 『ロストヒーローズ』では雑魚として登場するほか、巨大ヤプールが手塩にかけて作ったベムスター（改造）が登場。高分子プラスター爆弾で吸収能力を封じられると戦闘になる。原典と異なり、肩書きは「宇宙大怪獣」。

### 上記以外の登場作品
- 映画『大怪獣バトル ウルトラ銀河伝説 THE MOVIE』の主題歌「星のように…」のプロモーション映像では、バルタン星人やアーストロンとともにイメージ映像で登場。
- 『ウルトラマンアーク』第15話では、物語開始の16年前に世界各地にて怪獣が同時出現した日「K-DAY」に、イタリアのピサの斜塔付近に出現していた[87]。
- バンダイ『スペシウムショット』のCMでは、バルタン星人、レッドキング、エレキングとともにウルトラマンと戦うが、最後は子供に倒される。
- 『ウルトラマン Fighting Evolution 2』のCMでは、エースキラーのことを「お代官様」と呼ぶ。
- 『ウルトラマンフェスティバル2004』のライブステージでは、冒頭でコスモスとジャスティスを襲撃する。後半でも、ヤプールが率いる怪獣軍団の1体としてベムラーやダダと共に登場し、ウルトラ戦士と戦う。
- 『ウルトラマンフェスティバル2013』のライブステージ第1部では、クール星人の配下として登場し、腹部から出てきたお化けの攻撃で相手の動きを止める「ゴーストくん光線」でウルトラマンゼロを襲う。最後はウルトラマンサーガのサーガプラズマーでエレキング共々倒された。第2部では、スパークドールズが実体化した形で、バルキー星人（SD）の配下として登場。ウルトラ戦士たちに倒されてスパークドールズに戻った後は、ウルトラマンボーイがウルトライブし、「ゴーストくん光線」でカオスロイドを攻撃した。
- 2009年の「ホンダ・ステップワゴン スパーダ」のCMでは、スパーダを恐れて他の怪獣と共に道を空ける役で出演している。
- データカードダス『大怪獣ラッシュ ウルトラフロンティア』では、プラズマソウルを取りこんだプラズマ怪獣として1弾から登場。劇場版ショートムービー『VEROKRON hunting』では、ハンターステーションにてプラズマ怪獣多数出現を報じる映像に映っている。
- 萌え擬人化プロジェクト『ウルトラ怪獣擬人化計画』で擬人化される。キャラクターデザインはベムスターに沿ったベムスターさんをこぶいち、改造ベムスターに沿った改造ベムスターさんを山田外朗（ニトロプラス）がそれぞれ担当した[14]。

## ベムスターに関連する力を持つ戦士・怪獣
- ウルトラマンX - ベムスターアーマーというサイバーベムスターの能力を持つモンスアーマーを使用。また、他のモンスアーマーと能力を統合したハイブリッドアーマーも登場。
- タイラント - ベムスターを含む多数の怪獣で構成されている。
- ベリュドラ - ベムスターを含む多数の怪獣で構成されている。

## 備考
- 映画『ウルトラマンメビウス&ウルトラ兄弟』の企画初期では怪獣軍団の1体として登場が検討されており、酉澤安施による新デザインも描かれていた[88][89]。同作の超全集のほか、『メビウス』関連の書籍にデザイン画も掲載されている。

### 類似怪獣
- 『ウルトラマンタロウ』に登場するタイラントの胴体はベムスターのものが使われており、ナレーションでも解説されている。タイラントはこの腹から冷気を放出し、エースや新マンの光線を腹に受けてもダメージを受けない。『ウルトラギャラクシー大怪獣バトル NEVER ENDING ODYSSEY』『ウルトラゼロファイト』でも、タイラントがこの腹で敵の光線を吸収する。
- 特撮テレビ番組『アンドロメロス』には、ベムスターをモデルにした怪獣戦艦ベムズンが登場する。居村眞二による漫画版『ウルトラ超伝説』では、ベムスターの皮を被ったベムスターロボも登場。
- 『ウルトラマン (プラネタリウム特別編)』や『ウルトラマンボーイのウルころ』では、ベムスターに似た容姿・能力を持つブラックホール怪獣ブラキウムが登場する。雑誌『ウルトラマンAGE』でベムスターを特集した際にも、類似怪獣として紹介されている。